# Kazimierz Bald
Kazimierz Ludwik Bald (ur. 8 listopada 1933 w Warszawie, zm. 8 września 2020) – polski urbanista.

## Życiorys
W 1951 r. zdał maturę w I Państwowym Liceum i Gimnazjum im. Mikołaja Kopernika w Łodzi. Studiował w Wyższej Szkole Ekonomicznej w Łodzi, którą ukończył w 1954. Następnie w 1961 ukończył studia na Uniwersytecie Łódzkim. W latach 1954–1959 był pracownikiem w Dyrekcji Budowy Osiedli Robotniczych „ZOR” w Łodzi, a następnie w latach 1960–1970 kierownikiem Zespołu Studiów i Programowania raz Zespołu Planu Ogólnego w Miejskiej Pracowni Urbanistycznej w Łodzi. Był ekspertem przy Rządzie Republiki Ludowo–Demokratycznej Algierii w Algierze (1970–1975). W latach 1975–1981 pracował w Biurze Programowania i Projektowania Rozwoju Łodzi jako kierownik pracowni i generalny projektant Województwa Miejskiego Łódzkiego. Od 1976 był wykładowcą na Wydziale Budownictwa Architektury i Inżynierii Środowiska Politechniki Łódzkiej.
Od 1975 był członkiem Głównej Komisji Urbanistycznej, od 1978 Państwowej Rady ds. Gospodarki Przestrzennej. W latach 1965–1970 i 1975–1979 był prezesem Oddziału Łódzkiego Towarzystwa Urbanistów Polskich, a następnie wiceprezesem Zarządu Głównego od 1979. Od 1996 honorowy członek TUP. Bald był pięciokrotnym laureatem Nagrody Ministra za wybitne osiągnięcia twórcze w przestrzennym kształtowaniu miast oraz Nagrody Ministra Infrastruktury za publikację z dziedziny gospodarki przestrzennej.
Pochowany został w części rzymskokatolickiej Starego Cmentarza w Łodzi.

## Realizacje
- Rekonstrukcja Szalif po trzęsieniu ziemi (od 1986),
- plan ogólny zagospodarowania przestrzennego miasta Łodzi (1970),
- plan generalny aglomeracji Algieru (1974),
- plan zagospodarowania przestrzennego Województwa Miejskiego Łódzkiego i Łódzkiego Zespołu Miejskiego (1977);
- 14 planów ogólnych miast polskich w latach 1959–1979, w tym m.in.[1]: Krakowa[5],
- studia uwarunkowań i kierunków zagospodarowania przestrzennego i miejscowych planów zagospodarowania przestrzennego m.in. Łodzi, Częstochowy, Kalisza, Skarżyska-Kamiennej, Zgierza, Brodnicy, Kutna i Wisły[5],
- plany zagospodarowania śródmieść i centrów Łodzi, Krakowa, Częstochowy, Chorzowa, Zielonej Góry (1962-69),
- plan regionalny Trypolitanii (1979–1980)[1].

## Upamiętnienie
W 2022 roku Rada Miejska w Łodzi nazwała bezimienny skwer przy ul. H. Sienkiewicza i J. Tuwima imieniem Kazimierza Balda.

## Odznaczenia
- Odznaka „Za Zasługi dla Miasta Łodzi”[8][5],
- Brązowy Krzyż Zasługi,
- Srebrny Krzyż Zasługi,
- Odznaka honorowa „Za zasługi dla gospodarki przestrzennej i gospodarki komunalnej”,
- Honorowa Odznaka Miasta Łodzi,
- Złota Odznaka Miasta Krakowa,
- Krzyż Kawalerski Orderu Odrodzenia Polski[5].